# Floskule
Floskule je slohově nadnesený nebo jen obecně platný, ale neprocítěný, prázdný obrat, rčení, průpověď či fráze. Jedná se o výrazy, které nadužíváním ztratily životnost a obsah.

## Příklady
- Obecné příklady: ono se to nezdá; na druhou stranu; kdyby na to přišlo; kolem a kolem; nicméně apod.
- Politická „novořeč“: stavět mantinely; vše zprůhledňovat; mapovat cokoliv; monitorovat cokoliv; časový horizont; vysílat signály; nastavit procesy; dát jasnou odpověď atd.

## Původ
Slovo pochází z lat. flosculus (kvítek, ozdoba) a znamenalo původně rétorickou ozdobu. Sbírky čili antologie takových ozdobných obratů, citátů a veršů se nazývaly florilegium a vycházely až do 19. století.
Slovník novodobých českých floskulí zpracoval počátkem 21. století v různých verzích Vladimír Just.